# Pablo Uribe
Pablo Uribe Henao (ur. 21 lutego 1931 w Bogocie, zm. 13 maja 2021) – kolumbijski szermierz (szpadzista i florecista). Członek kolumbijskiej drużyny olimpijskiej w 1956 roku.